# Chatchai Sasakul
Chatchai Sasakul est un boxeur thaïlandais né le 5 février 1970 à Nakhon Ratchasima.

## Carrière
Passé professionnel en 1991, il devient champion du monde des poids mouches WBC le 9 mai 1997 après sa victoire aux points aux dépens de Yuriy Abachakov, titre qu'il conserve face aux sud-coréens Kim Young-jin et Jang Young-soon avant de s'incliner face au philippin Manny Pacquiao le 4 décembre 1998 par KO au 8e round. Il met un terme à sa carrière de boxeur en 2008 sur un bilan de 63 victoires, 4 défaites et 1 match nul.